# Thuần Hóa, Hàm Dương
Thuần Hóa (淳化縣) là một huyện thuộc địa cấp thị Hàm Dương, tỉnh Thiểm Tây, Cộng hòa Nhân dân Trung Hoa. Huyện này có diện tích 965 km2, dân số năm 2002 là 190.000 người. Huyện Thuần Hóa được chia thành các đơn vị hành chính gồm 1 trấn (Thành Quan), 19 hương (Đại Điếm, Nam Thôn, Phương Lý, Cố Hiền, Tịch Dương, Thạch Kiều, Thiết Vương, Tần Hà, An Tử Oa, Dận Trấn, Xa 车坞乡, Bốc Gia, Thập Lý, Mã Gia, Bắc Thành Bảo, Quan Trang, Hồ Gia Miếu, Hoàng Phủ, Tần Trang).